# Cordeauxia
Cordeauxia, monotipski rod korisnog grmlja iz Afrike. Jedina vrsta je C. edulis, drvenasta mahunarka iz sušnih polupustinja Etiopije i Somalije. To je višenamjenski zimzeleni grm vrlo cijenjen kako zbog hranjivih orašastih plodova, koji su glavna hrana u sušnijim područjima regije, tako i kao hrana za stoku tijekom sušne sezone. 
Yeheb, kako je lokalno poznat, igra važnu ulogu u egzistenciji lokalnih plemenskih zajednica, ali se trenutno smatra ranjivom vrstom (Yusuf et al., 2013.) .